# タイラー (テキサス州)
タイラー（Tyler）は、アメリカ合衆国テキサス州の都市。スミス郡の郡庁所在地である。人口は10万5995人（2020年）。ダラス・フォートワースの東150kmに位置している。都市圏はスミス郡1郡のみから成る。
タイラーは「ばらの街」と呼ばれている。タイラーとその周辺ではばらの栽培が盛んで、市の特産となっているだけでなく、全米最大級のばら園があり、毎年10月にはテキサスばら祭が開かれる。
なお、テキサス州には本項で述べるタイラー市とは別に、タイラー郡という郡もある。タイラー市とタイラー郡の間には直接的な関係は無く、位置的にも離れている。タイラー郡は州南東部に位置する郡である。

## 歴史

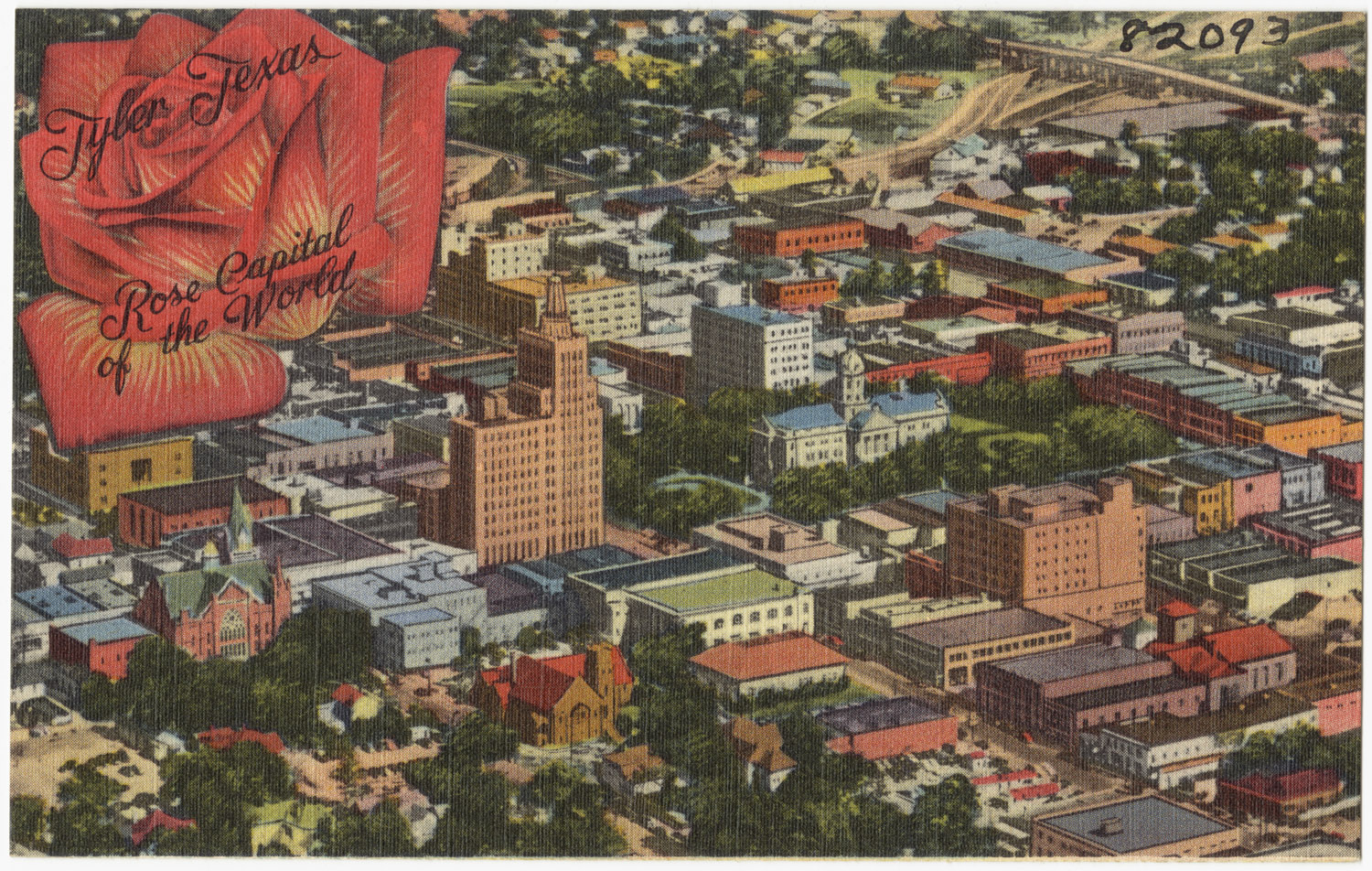
Tyler Texas, Rose Capital of the Worldというタイトルで、タイラーのダウンタウンが描かれた絵葉書（1930-45年頃）

1846年4月11日、テキサス州議会はスミス郡の創設を可決し、その郡庁を置く町として、郡の地理重心にタイラーを創設することを承認した。これが今日のタイラー市の始まりであった。市名はテキサス併合を承認した第10代大統領ジョン・タイラーにちなんでつけられた。タイラーは1850年に正式に法人化された。
南北戦争前のタイラーの地域経済は、東テキサスの多くの地域がそうであったように、奴隷制に大きく依存していた。1860年には、総人口の35%以上にあたる1,021人が奴隷であった。そのため南北戦争が終わり、奴隷制が廃止されると、タイラーの地域経済は大きな打撃を受けた。しかし1874年にヒューストン・アンド・グレート・ノーザン鉄道の支線がタイラーに開通すると、その後は奴隷に頼らない、新しい産業が生まれ、タイラーは復興への道を歩み始めた。1907年にタイラーは市政を施行し、1910年の国勢調査では人口10,000人を突破した。
1890年代から1910年代にかけてのタイラーの地域経済の主役は綿花や果樹園といった農業であった。しかし、1920年代に入るとばらが一大産業として確立した。そして1930年に東テキサス油田が見つかると、タイラーは東テキサスにおける石油・ガス産業の中心地へと成長していった。第二次世界大戦中には、タイラーの近郊にキャンプ・ファニンという歩兵の訓練所が設置され、タイラーの地域経済は軍需産業で潤った。第二次世界大戦が終わると、タイラーは商業の中心地へと成長していった。

## 地理
タイラーは北緯32度20分3秒 西経95度18分0秒 / 北緯32.33417度 西経95.30000度に位置している。ダラス・フォートワースとルイジアナ州シュリーブポートのほぼ中間に位置し、そのいずれからも約150km程度である。市の標高は166mである。
アメリカ合衆国国勢調査局によると、タイラー市は総面積140.8km2（54.4mi2）である。そのうち140.5km2（54.2mi2）が陸地で0.3km2（0.1mi2）が水域である。総面積の0.21%が水域となっている。
タイラーの気候は温暖な冬とやや乾燥して暑い夏に特徴付けられる。最も暑い月は8月で、月平均気温は29℃、最高気温の平均は35℃で、日中の最高気温は連日32℃（華氏90度）を超える。冬は温暖で、最も寒い1月でも月平均気温は9℃、最低気温の平均は3℃である。降水量は4月から6月にかけて多く、月間100-125mmに達する一方、8月から9月にかけては少なく、50-65mm程度にとどまるが、その他の月は月間75-90mmほどで平均している。冬季の降雪は極めてまれである。年間降水量は1,040mm程度である。ケッペンの気候区分では、タイラーはアメリカ合衆国南部に広く分布している温暖湿潤気候（Cfa）に属する。
|               | 1月  | 2月  | 3月  | 4月   | 5月   | 6月   | 7月  | 8月  | 9月  | 10月 | 11月 | 12月 | 年      |
| ------------- | ---- | ---- | ---- | ----- | ----- | ----- | ---- | ---- | ---- | ---- | ---- | ---- | ------- |
| 平均気温（℃） | 8.7  | 10.0 | 14.3 | 18.6  | 22.9  | 26.8  | 28.2 | 28.8 | 25.0 | 19.8 | 13.6 | 9.1  | 18.8    |
| 降水量（mm）  | 73.7 | 88.9 | 91.4 | 101.6 | 127.0 | 101.6 | 83.8 | 55.9 | 66.0 | 76.2 | 78.7 | 94.0 | 1,038.8 |

## 政治

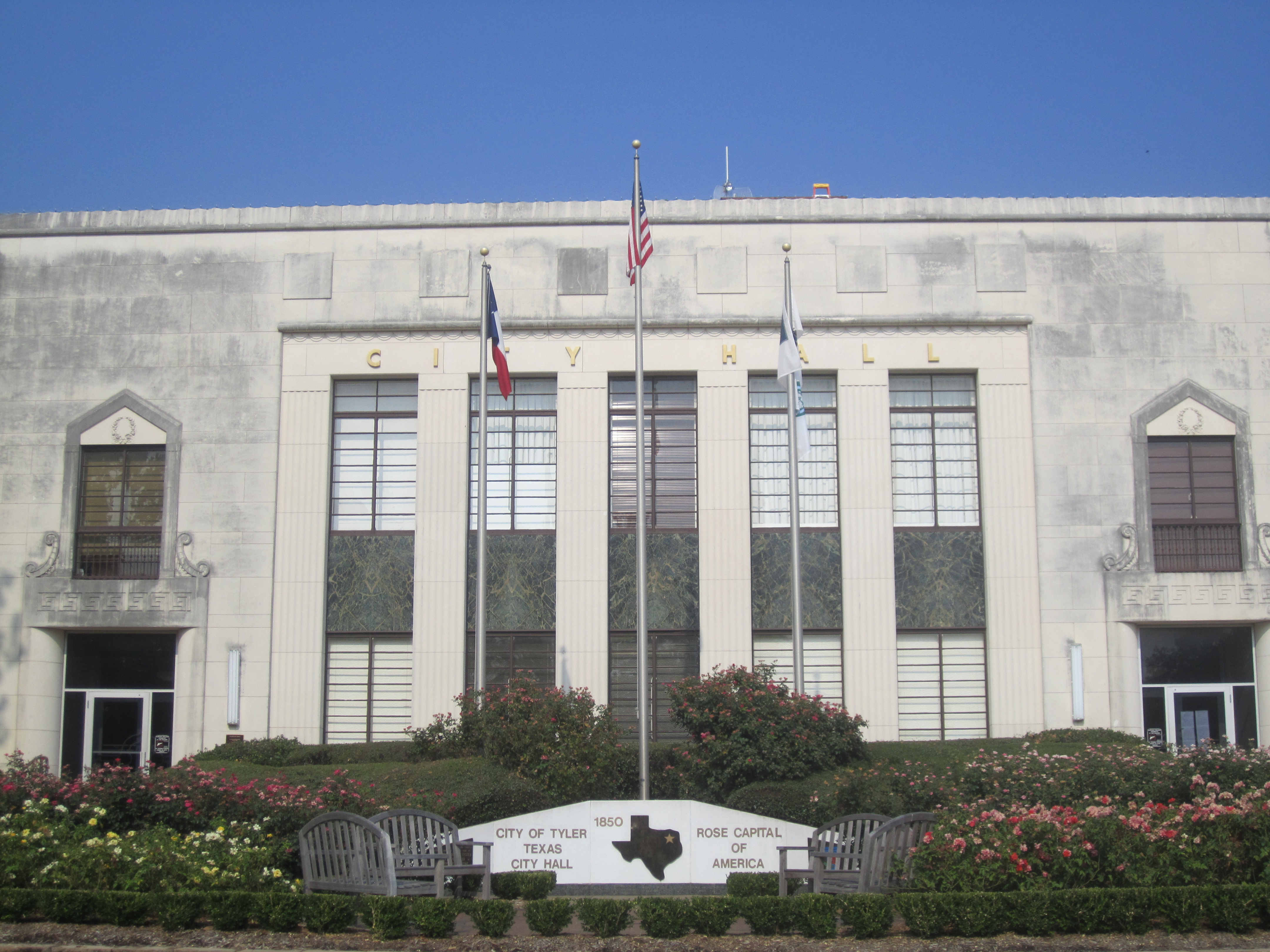
タイラー市庁舎

タイラーはシティー・マネージャー制を採っている。市の立法機関である市議会は市長と6人の議員からなっている。市長は全市から1名、市議員は市を6つに分けた選挙区から1名ずつが選出される。市長・市議員とも、その任期は2年で、多選は3選までに制限されている。
シティー・マネージャーは市議会に雇われ、市政府の日常業務の遂行および監督に責任を負う。タイラーはシティー・マネージャーを補佐するアシスタント・シティー・マネージャーを持たず、シティー・マネージャー、4人のマネージング・ディレクター、および7人のディレクターでキー・リーダー・チームを構成している。キー・リーダー・チームは市政府における組織文化を構築し、シティー・マネージャー配下の市政府各局長に市政の目標達成および戦略遂行に対する責任意識を植え付け、市職員の取り組みを向上させる役割を担っている。マネージング・ディレクターおよびディレクターはいずれも、各局長の中からシティー・マネージャーの任命により就任となる。マネージング・ディレクターはディレクターよりも上位の職で、複数の局を統括する。

## 経済
タイラーは「ばらの街」と呼ばれ、園芸品としてのばらの一大産地である。タイラーとその周辺でばら栽培が始まったのは19世紀中盤のことで、1879年にはばらの販売がなされていた記録が残っている。1950年後半には、タイラーとその周辺には300軒以上のばら農家が集住し、年間2,000万本以上を生産していた。その後ばらの生産量は減り、1990年代にはタイラーから30マイル（48km）以内のばら農家の数は25軒以下、年間生産量は500万本程度になったが、それでも全米の生産量の16-20%を占めている。
また、タイラーはスーパーマーケットチェーンのブルックシャー・グローサリー・カンパニーが本社を置いている地でもある。同社はテキサス州、ルイジアナ州、アーカンソー州、およびミシシッピ州に150店舗以上を有している。

## 交通

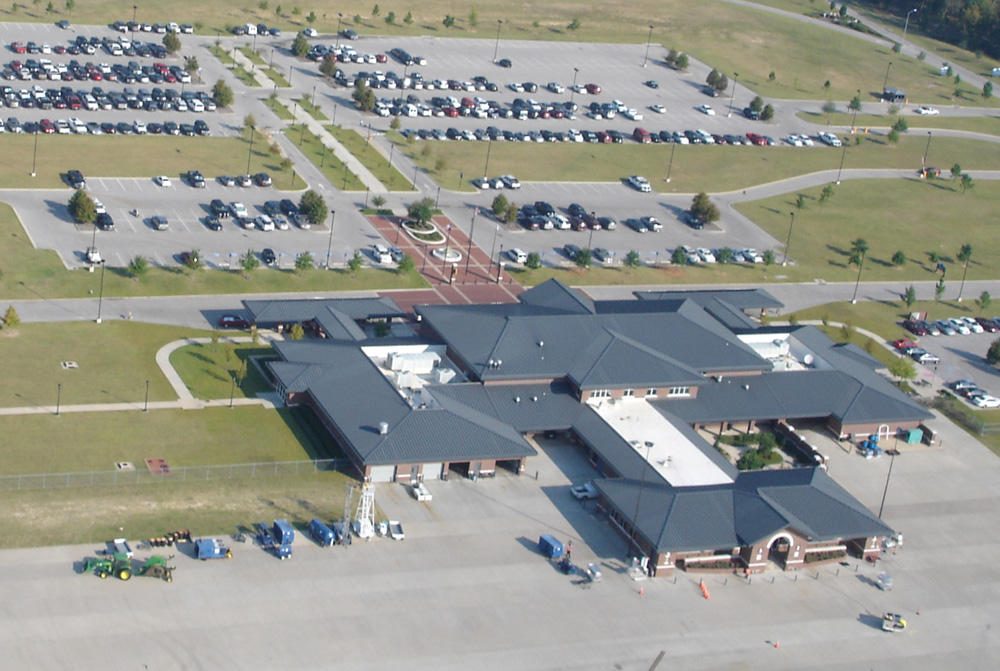
タイラー・パウンズ地域空港

タイラー・パウンズ地域空港（IATA: TYR）は市の中心部から西へ約5.5kmに立地している。同空港には、アメリカン航空によるダラス・フォートワースからの便、およびユナイテッド航空によるヒューストンからの便が就航している。
州間高速道路20号線は市の北を東西に通っている。I-20はテキサス州北部を横断し、深南部諸州を東西に貫く幹線である。タイラーから西へはダラス・フォートワースへ、東へはシュリーブポートを経てジャクソン、バーミングハム、アトランタ、コロンビア等に通じている。この高速道路とタイラーの中心部とは国道69号線や国道271号線で結ばれている。タイラーの中心部は州道323号線に囲まれている。
タイラーにはアムトラックの駅はなく、近隣の駅は国道69号線を40kmほど北上したミネオラ駅、もしくはI-20経由で東へ約60kmほどのロングビュー駅となる。これらの駅にはシカゴとサンアントニオを結ぶテキサス・イーグル号がシカゴ方面、サンアントニオ方面とも1日1便ずつ発着する。
タイラーにおける公共交通手段は、タイラー交通局の運営する路線バスによってまかなわれている。この路線バス網はレッド、グリーン、イエロー、ブルー、およびパープルの5系統を有している。しかし全米の多くの都市同様、タイラーにおける主な交通手段となっているのは自動車である。

## 教育
テキサス大学タイラー校は市の南東端に259エーカー（1,048,000m2）のキャンパスを構えている。同学は1971年に設立された、オースティンに本部を置くテキサス大学システムの一角をなす州立総合大学で、教養、経営・技術、教育・心理、工学・計算機科学、看護・保健の5つの学部を有し、学部に約5,200人、大学院に約1,600人の学生を抱えている。同じくテキサス大学システムに属するテキサス大学タイラー保健科学センターは、市の北東端、国道271号線沿いにキャンパスを構え、テキサス州北東部における医療の中心となっているほか、生化学の修士の学位を授与している。また、同センターは近隣のナカドーチェスにキャンパスを置くスティーブン・F・オースティン州立大学と共同で、環境科学の修士の学位を授与するプログラムを有している。
ダウンタウンの北西約3kmにはテキサス・カレッジ（州立のテキサス大学とは異なる）がキャンパスを構えている。同学は1894年に創立したメソジスト系の小規模私立大学で、Historically Black Collegeと呼ばれる、もともとはアフリカ系の学生に高等教育の機会を与える大学として設立された大学であった。同学は生物学、経営学、計算機科学など12の専攻で学士の学位を授与している。
K-12課程においては、タイラー市域の大部分はタイラー独立学区に属し、同学区の管轄下にある公立学校によって主に支えられている。同学区は小学校17校、中学校6校、高校2校、およびオルタナティブ教育校2校を有し、約18,600人の児童・生徒を抱えている。また、市の一部は近郊のホワイトハウス独立学区やチャペルヒル独立学区にもかかっている。

## 文化と名所
| タイラーばら園 |  | リバティ・ホール |
| タイラーばら園 |  | リバティ・ホール |

ダウンタウンの西に立地するタイラーばら園は全米最大級のばら園である。同園は14エーカー（56,600m2）の敷地を有し、約500種、35,000本以上のばらを栽培している。同園に併設されているタイラーばら博物館は、タイラーにおけるばら栽培の歴史を中心に、地域の歴史に関する事物全般を展示している。また、毎年10月に開かれるテキサスばら祭では、同園はばら展や茶会の会場となるほか、同園から東テキサスフェアグラウンドへと至るパレードの起点にもなる。
ダウンタウンの東にはタイラー美術館が立地している。同館はローラとダンのベックマン夫妻の寄贈によるメキシコの民芸品をはじめ、1,500点の作品を常設展示している。
ダウンタウンに立地するリバティ・ホールは、もともとは1930年代に建てられた歴史ある劇場で、一旦は閉館したものの、市が買い取って東テキサス交響楽団との協働で再建したものである。この劇場ではコンサートや往年の名画の放映などが行われる。

## 人口推移
以下にタイラー市における1880年から2010年までの人口推移をグラフおよび表で示す。
| 統計年 | 人口     |
| ------ | -------- |
| 1880年 | 2,423人  |
| 1890年 | 6,908人  |
| 1900年 | 8,069人  |
| 1910年 | 10,400人 |
| 1920年 | 12,085人 |
| 1930年 | 17,113人 |
| 1940年 | 28,279人 |
| 1950年 | 38,968人 |
| 1960年 | 51,230人 |
| 1970年 | 57,770人 |
| 1980年 | 70,508人 |
| 1990年 | 75,450人 |
| 2000年 | 83,650人 |
| 2010年 | 96,900人 |

## 姉妹都市
タイラーは以下4都市と姉妹都市提携を結んでいる。
- イェレニャ・グラ（ポーランド）
- サン・ミゲル・デ・アジェンデ（メキシコ）
- 八千代市（日本・千葉県）
- ロ・バルネチェーア（チリ）

## 註
1. ↑  “Quickfacts.census.gov”. 2023年11月8日閲覧。
2. 1 2 3  Long, Christopher. Tyler, TX. The Handbook of Texas Online. Texas State Historical Association.
3. 1 2  Weather for Tyler - Airport, Texas, United States of America. Weatherbase.com.
4. 1 2  Organizational Structure. City of Tyler.
5. ↑  The Tyler Rose Industry. East Texas Gardening. Agrilife Extension, Texas A&M University. Ctd from Pemberton, H. Brent. "The Texas Rose Industry". 1992年.
6. ↑  Brookshire Grocery. America's Largest Priate Companies. Forbes. 2012年11月.
7. ↑  Tyler Pounds Rgn'l. (Form 5010) Airport Master Record. Federal Aviation Administration. 2013年5月2日.
8. ↑  Airline & Flight Information. Airport. City of Tyler.
9. ↑  Texas Eagle and Heartland Flyer. p.2. Amtrak. 2013年4月4日.
10. ↑  Map and Schedules. Tyler Transit, City of Tyler.
11. ↑  Fast Facts. University of Texas at Tyler.
12. ↑  About Our Programs. University of Texas HealthScience Center at Tyler.
13. ↑  Fast Facts. Texas College.
14. ↑  Tyler ISD Quick Facts. Tyler Independent School District.
15. ↑  Tyler Rose Garden. GardenWeb. iVillage Home & Garden Network.
16. 1 2  Garden. Texas Rose Festival Association.
17. ↑  Meseum. Texas Rose Festival Association.
18. ↑  Parade. Texas Rose Festival Association.
19. ↑  Permanent Collections. Tyler Museum of Art.
20. ↑  Liberty Hall. Cinema Treasures.
21. ↑  Tyler Sister Cities.

## 推奨文献
- Austin, Gladys Peters. Along the Century Trail: Early History of Tyler, Texas. Dallas: Avalon Press. 1946年.
- Burton, Morris. Tyler as an Early Railroad Center, Chronicles of Smith County. 1963年春.
- Betts, Vicki. Smith County, Texas, in the Civil War. Tyler, Texas: Smith County Historical Society. 1978年.
- Everett, Dianna. The Texas Cherokees: A People between Two Fires, 1819–1840. Norman, Oklahoma: University of Oklahoma Press. 1990年.
- Glover, ed., Robert W. Tyler and Smith County, Texas. Walsworth. 1976年.
- Henderson, Adele. Texas: Its Background and History in Ante-Bellum Days. University of Texas. 1926年.
- McDonald, Archie P. Historic Smith County. Historical Publishing Network. 2006年.
- Reed, Robert E. Jr. Images of America: Tyler. Arcadia Publishing. 2008年.
- Reed, Robert E. Jr. Postcard History: Tyler. Arcadia Publishing. 2009年.
- Smith County Historical Society. Historical Atlas of Smith County. Tyler, Texas: Tyler Print Shop. 1965年.
- Whisenhunt, Donald W. comp. Chronological History of Smith County. Tyler, Texas: Smith County Historical Society. 1983年.
- Woldert, Albert. A History of Tyler and Smith County. San Antonio: Naylor. 1948年.